# Lindbergh - Lettere da sopra la pioggia
Lindbergh - Lettere da sopra la pioggia è il dodicesimo album musicale del cantautore italiano Ivano Fossati, uscito nel 1992.

## Descrizione
(Ivano Fossati)
La prima traccia dell'album è La canzone popolare, diventata poi nota come colonna sonora della campagna elettorale dell'Ulivo per le elezioni politiche del 1996.

## Tracce
Testi e musiche di Ivano Fossati tranne dove diversamente indicato.
1. La canzone popolare – 4:23
2. La barca di legno di rosa (Un gran mare di gente) – 5:43
3. Sigonella – 3:36
4. La madonna nera – 3:41
5. Il disertore – 1:44 (testo: Calabrese – musica: Vian)
6. Mio fratello che guardi il mondo – 5:08
7. Notturno delle tre – 4:38
8. Poca voglia di fare il soldato – 3:33
9. Ci sarà (Vita controvento)[5] – 4:43
10. Lindbergh – 3:26

## Formazione
- Ivano Fossati: voce, chitarra acustica, ocarina, pianoforte e tastiera
- Maria Caruso: voce
- Beppe Quirici: basso e contrabbasso
- Claudio Fossati, Elio Rivagli: batteria e percussioni
- Armando Corsi: chitarra classica
- Trilok Gurtu: tabla, rullante, percussioni
- Stefano Melone: tastiera
- Vincenzo Zitello: arpa celtica, tin whistle
- Mario Arcari: oboe

## Classifiche

### Classifiche settimanali
| Classifica (1992) | Posizione massima |
| ----------------- | ----------------- |
| Italia            | 10                |